# Ma mới

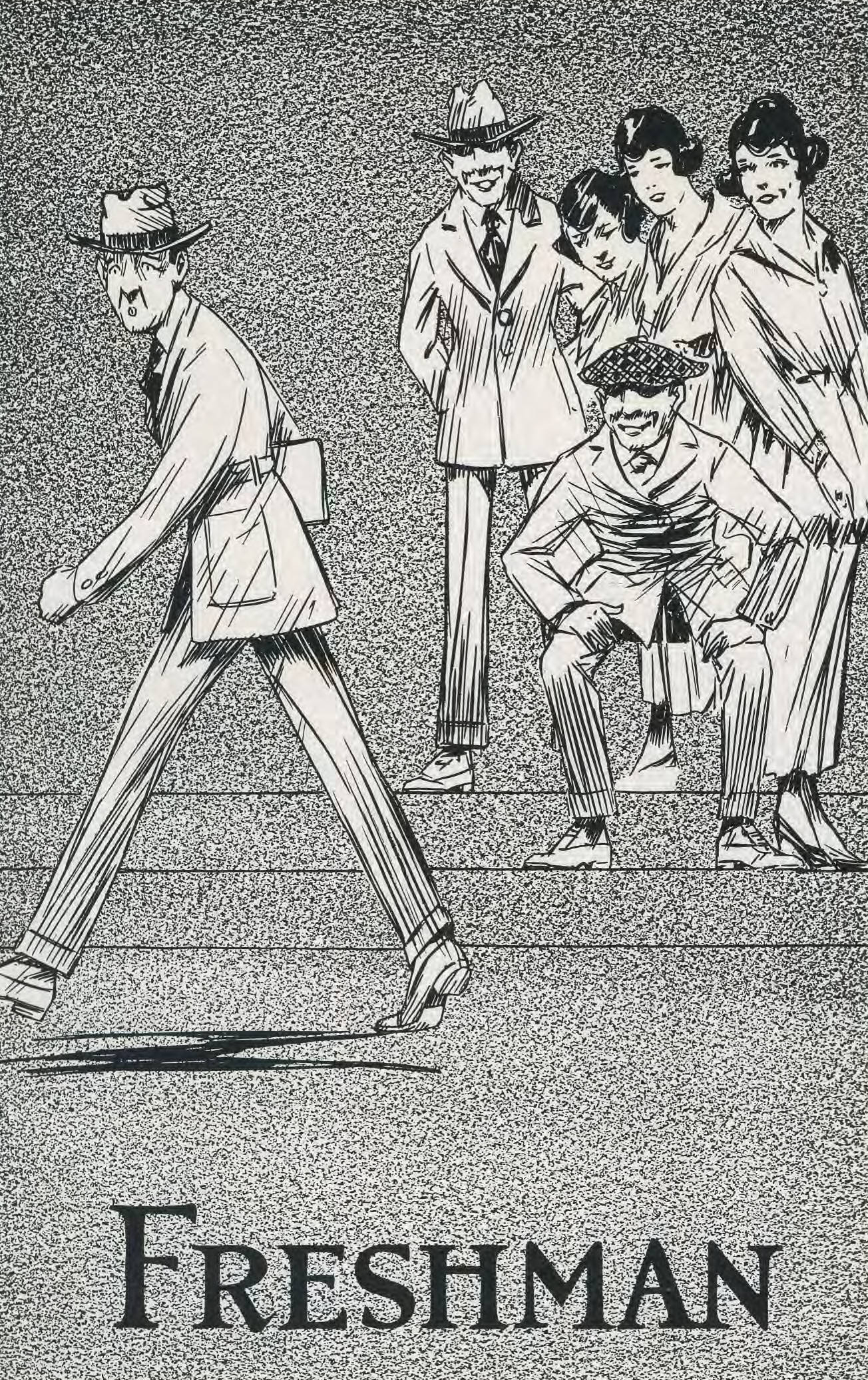
Tranh minh họa ma mới trong lớp, lấy từ cuốn kỷ yếu Locust năm 1920 của trường East Texas State Normal College (Mỹ)

Ma mới là một người đang học năm đầu tiên tại một cơ sở giáo dục, thường là trường phổ thông hoặc sau phổ thông. Đối với môi trường Đại học – Cao đẳng, người ta thường gọi là sinh viên năm nhất.

## Khối Ả Rập
Ở nhiều nước trong khối Ả Rập, học viên năm nhất được gọi là "Ebtidae" (Pl. Mubtadeen), dịch sang tiếng Ả Rập của từ "người mới học".

## Hoa Kỳ
Ma mới (tiếng Anh: freshman) thường được sử dụng như một thành ngữ tiếng Anh Mỹ để chỉ đến người mới bắt đầu hay đang học việc, chỉ đến những người ngây thơ, khờ dại, chỉ đến nỗ lực ban đầu, trường hợp đối tượng đầu tiên, hoặc chỉ đến học sinh, sinh viên đang theo học năm đầu tiên của cấp học (thường là bậc phổ thông hoặc Đại học - Cao đẳng).